# Grevă
Greva este o acțiune de protest extremă a salariaților dintr-o organizație economică sau dintr-o instituție, manifestată, în principal, prin încetarea activității. Greva este organizată, în general, de sindicatul salariaților, dar poate fi și spontană. Greva generală îi cuprinde pe toți salariații dintr-un sector economic, sau dintr-o structură administrativă teritorială (țară, provincie, etc.). Greva de tip japonez se manifestă doar prin avertizarea patronatului (de exemplu prin banderole albe), dar munca nu este oprită. Greva de avertizare are o durată limitată, în general la două ore și precede o grevă declanșată pentru o perioadă nedeterminată.
Greva are o istorie foarte lungă. Spre sfârșitul celei de a douăzecia dinastie egipteană, în timpul domniei faraonului Ramses al III-lea în Egiptul antic în Secolul XII î.Hr., muncitorii necropolei regale au organizat prima grevă cunoscută în istorie. Evenimentul a fost descris pe un papirus, păstrat și aflat actualmente la Torino. Prima grevă de pe teritoriul actual al României a fost consemnată în anul 1733, în Banat, la Ciclova.

## Greva de zel
Există categorii de salariați care, prin lege, nu au voie să facă grevă. Soluția legală la care pot recurge este greva de zel sau greva zelului, care constă în aplicarea scrupuloasă a instrucțiunilor de funcționare și a ordinelor de muncă, în vederea blocării activității întreprinderii. De exemplu, funcționarii de la poștă pot cântări fiecare scrisoare, spre a verifica dacă valoarea timbrelor aplicate este corectă, blocând astfel traficul poștal.